# Federico Capece
Federico Martín Capece (nacido el 19 de febrero de 1976 en Buenos Aires, Argentina) es un exfutbolista argentino que se desempeñaba como volante. Su último club fue San Marino de la Serie C2 (Italia).

## Trayectoria
Surgió de las divisiones inferiores del Club Atlético All Boys donde arrancó su carrera profesional en 1994 en la Segunda División del Fútbol Argentino donde jugó junto con Gustavo Bartelt y Juan Barbas donde jugó en varios equipos de la categoría.
En 1996 fue una de las primeras “apuestas” del Fondo de Inversión de Boca Juniors con Mauricio Macri a la cabeza que pagó un total de 174.933 dólares por el préstamo sin cargo y con opción de compra hasta el 30 de junio de 1999, todo ello, sin el registro de la comisión directiva.
Para ese mismo campeonato, cayeron también Cáceres, Pineda, Fernando Gamboa, Roberto Abbondanzieri, Latorre, Guerra, Rambert, Martín Andrizzi, Pompei, Silvio Carrario, Diego Cagna, Dollberg, Lorenzo, Toresani, Guzmán, Cedrés y Facundo Sava y con ellos un grupo grande de juveniles como Fernando Navas, Emiliano Rey, Juan Román Riquelme, Emanuel Ruiz, Gatti, Lemes y Atala. Integró el plantel profesional, pero sus rendimientos no fueron suficientes como para llegar a participar al menos de un banco de suplentes. En 1997 se fue a préstamo a Atlanta junto a Mauricio Giganti, en dónde tampoco jugó y fue compañero de Cardinal, Giraudo, Trapasso, Echazú, Marangoni, Pooli, Alarcón, Módica, Scolari, Couceiro y el Sapo Cuartas.
En 1998 retornó a Boca y un tema judicial salpicó su nombre y el de tantos otros. La cuestión contractual se puso en tela de juicio, ya que Cámara Nacional de Apelaciones en lo Civil hizo correr el riesgo de desaparición del Fondo, y con ello el club debía liquidar a los jugadores que le pertenecían y desmantelar su plantel. Además de él, corrieron el peligro de alejarse de la institución: Martín Palermo, los mellizos Barros Schelotto, Walter Samuel, Cristian Muñoz, Cesar La Paglia, Hugo Ibarra, Emanuel Ruiz y Martín Andrizzi. En el 2000 y a pesar de ser llevado a la pretemporada por Carlos Bianchi, fue dejado libre y Boca Juniors como institución social debió abonarle al fondo de inversión los 174.993 dólares de los derechos federativos. Luego en 2000, se fue a Tigre dónde fue dirigido por Juan Carlos Kopriva, donde le fue mal y fue compañero de Orfila y Dundo, Daniel Islas, Flotta, Di Benedetto, Paolo Frangipane y Barclay. Cansado del “manoseo” y con pasaporte italiano, en 2002, partió rumbo a Europa con: Mauro Giliberti y Matías Pacífico que fueron contratados por el Multideporte Peralta, recién ascendido a la Segunda B. Meses más tarde, el trío fue dado de baja por decisión técnica de los dirigentes.
En el 2003 va a jugar a Club Multideporte Peralta en España. En el 2005 apareció defendiendo los colores del Gallipoli Calcio de Italia en la C-2, año en el cual regresa al fútbol italiano para jugar en el Val di Sangro y en el San Marino (Club donde se desempeña actualmente).

## Clubes
| Club                      | País      | Año       |
| ------------------------- | --------- | --------- |
| Club Atlético All Boys    | Argentina | 1994-1997 |
| Club Atlético Atlanta     | Argentina | 1997-1998 |
| Club Almirante Brown      | Argentina | 1998-1999 |
| Comunicaciones            | Argentina | 1999-2000 |
| Club Atlético Tigre       | Argentina | 2000-2001 |
| Virtus Casarano           | Italia    | 2001-2002 |
| Gallipoli Calcio          | Italia    | 2002-2003 |
| Club Multideporte Peralta | España    | 2003-2006 |
| Val di Sangro             | Italia    | 2007-2008 |
| San Marino                | Italia    | 2008-2009 |